# 帕伊米奧

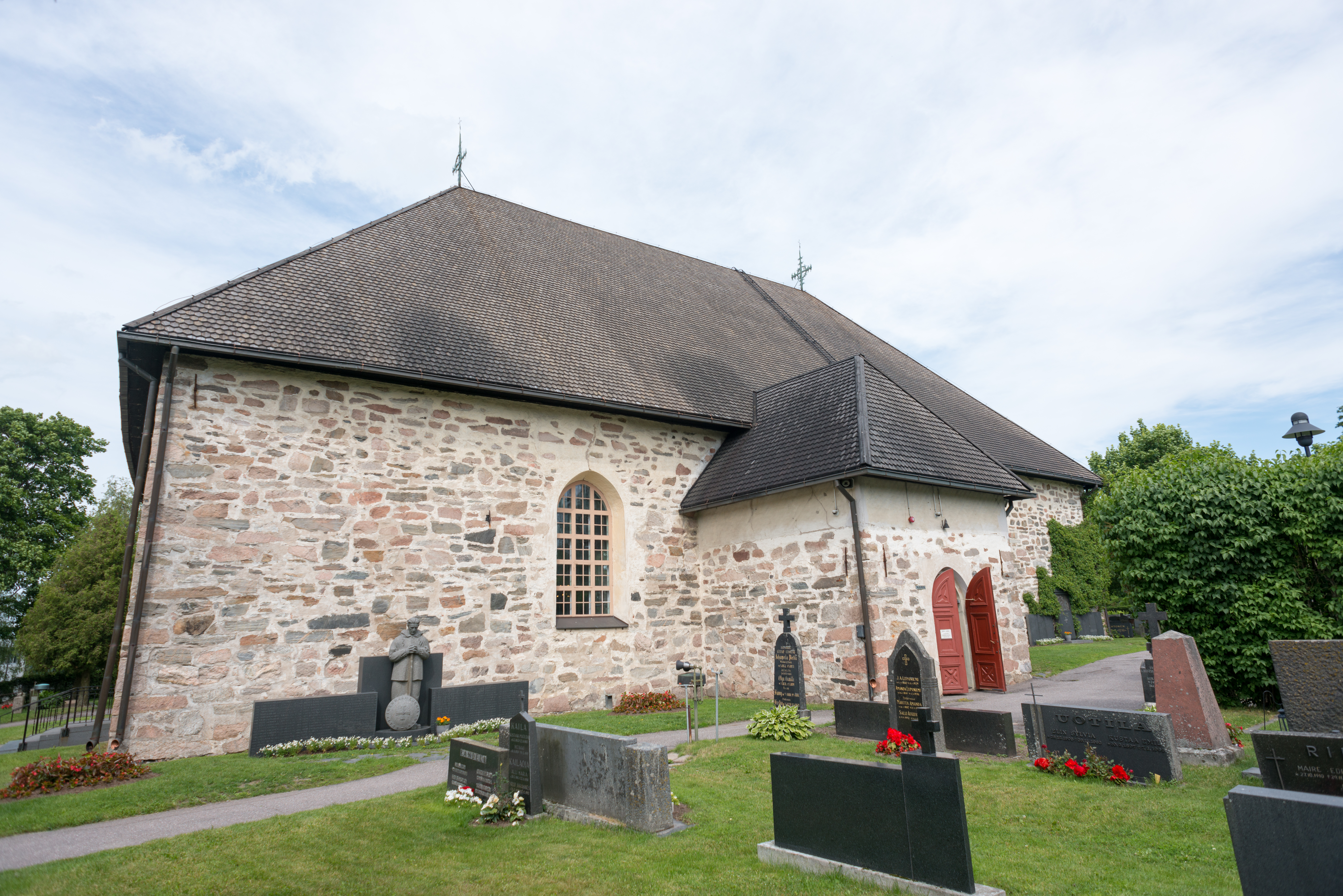
圣米卡埃尔教堂

帕伊米奧（芬蘭語：Paimio）是芬蘭的市鎮，位於該國南部，距離圖爾庫25公里，由西南芬蘭區負責管轄，面積242.24平方公里，2012年人口10,479，其中約98%居民的母語是芬蘭語。

## 外部連結
- Town of Paimio （页面存档备份，存于） – Official website （文）